# 치안삼륜

## 개요
현재 대부분의 국가는 한정된 인력 및 예산만으로 시민에게 발생하는 각종 사건·사고의 문제점들을 완벽하게 해결할 수 없는 국가기능의 한계를 인식하고 이를 민간에서 다양한 자원을 활용하여 국가의 행정효율을 개선하려는 노력을 하고 있다. 나아가 작은정부론을 지향하며 치안이륜(경찰+민간경비), 즉 공동화이론에 터잡아 법과 제도를 갖추고 시민의 생명과 안전을 수호하고 있다.
치안삼륜이란 이를 확장한 개념으로 이도현 (박사)가 세계 최초로 연구·정책제안한 개념이다.
이는 현재 효율적으로 운용 중인 치안이륜(경찰+민간경비)에 공익탐정사를 추가하여 법과 제도로서 안착시키고 시민에게 제공되는 치안서비스의 질을 향상시키자는 것이다.
즉 치안삼륜이란 경찰+민간경비+공익탐정사를 칭한다.
또한 이러한 치안삼륜에 터잡은 경찰 행정을 치안삼륜행정이론이라 칭한다.
1. ↑  작은정부론
2. ↑  공동화이론
3. ↑  이도현. 2023, 공익탐정사 제도 도입방안에 관한 연구 : 실종자 찾기 업무를 중심으로출처